# Kao Challengers
Kao Challengers est un jeu vidéo d'action-aventure développé par Tate Interactive, sorti en 2005 sur PlayStation Portable.

## Accueil
- Jeuxvideo.com : 13/20[1]